# عطلات رسمية في النرويج
العطلات في النرويج ينظمها قانون خاص.
| التاريخ         | الاسم العربي     | الاسم بالنرويجية                  | ملاحظات                                                                        |
| --------------- | ---------------- | --------------------------------- | ------------------------------------------------------------------------------ |
| 1 يناير         | رأس السنة        | Første nyttårsdag                 |                                                                                |
| الخميس (متغير)  | خميس العهد       | Skjærtorsdag                      | الخميس السابق لأحد الفصح                                                       |
| الجمعة (متغير)  | الجمعة العظيمة   | Langfredag                        | الجمعة السابقة لأحد الفصح                                                      |
| الأحد (متغير)   | عيد الفصح        | Første påskedag                   |                                                                                |
| الاثنين (متغير) | إثنين الفصح      | Andre påskedag                    | اليوم التالي لأحد الفصح                                                        |
| 1 مايو          | عيد العمال       | Første mai eller Arbeidernes dag  | اليوم العالمي للعمال                                                           |
| 17 مايو         | يوم الدستور      | Syttende mai eller Grunnlovsdagen | الاحتفال بدستور عام 1814                                                       |
| الخميس (متغير)  | خميس الصعود      | Kristi himmelfartsdag             | 39 يوما بعد عيد الفصح                                                          |
| الأحد (متغير)   | عيد العنصرة      | Første pinsedag                   | 49 يوما بعد عيد الفصح                                                          |
| الاثنين (متغير) | عيد العنصرة      | Andre pinsedag                    | 50 يوما من عيد الفصح (عيد الخمسين)                                             |
| 25 ديسمبر       | عيد الميلاد      | Første juledag                    | يوم عيد ميلاد المسيح                                                           |
| 26 ديسمبر       | عيد القديس ستيفن | Andre juledag \| \|               | يُحتفل بهذا العيد في 26 ديسمبر في الكنيسة الغربية و27 ديسمبر في الكنيسة الشرقية |
|                 |                  |                                   |                                                                                |